# Soyuz T-7
Soyuz T-7 foi a segunda expedição realizada à estação espacial soviética Salyut 7, realizada entre agosto e dezembro de 1982. Levou entre seus tripulantes a cosmonauta Svetlana Savitskaya, a segunda mulher no espaço desde Valentina Tereshkova, que voou em 1963 na missão Vostok 6.

## Tripulação
Lançados
| Posição                 | Cosmonauta          | Duração        | Pousou na |
| ----------------------- | ------------------- | -------------- | --------- |
| Comandante              | Leonid Popov        | 7d 21h 52m 24s | Soyuz T-5 |
| Engenheiro de voo       | Aleksandr Serebrov  | 7d 21h 52m 24s | Soyuz T-5 |
| Cosmonauta-pesquisadora | Svetlana Savitskaya | 7d 21h 52m 24s | Soyuz T-5 |

Aterrissaram
| Posição           | Cosmonauta        | Duração          | Lançou na |
| ----------------- | ----------------- | ---------------- | --------- |
| Comandante        | Anatoli Berezovoy | 211d 09h 04m 33s | Soyuz T-5 |
| Engenheiro de voo | Valentin Lebedev  | 211d 09h 04m 33s | Soyuz T-5 |

## Parâmetros da  Missão
- Massa: 6850 kg
- Perigeu: 289 km
- Apogeu: 299 km
- Inclinação: 51.6°
- Período:90.3 minutos

## Pontos altos da missão
O grupo da Soyuz T-7 (de nome Dnieper) incluía Svetlana Savitskaya, a primeira mulher a visitar o espaço em 20 anos. Lhe foi dado o módulo orbital da Soyuz T-7 para privacidade. O grupo da Soyuz T-7 entregou experimentos e correspondências da Terra para o grupo Elbrus. Em 21 de Agosto os cinco cosmonautas trocaram os bancos entres as Soyuz-Ts. Os Dniepers retornaram na Soyuz T-5, deixando a nave Soyuz T-7 para o grupo de longa duração.

## Missão
O principal objetivo da missão era estudar a reação da microgravidade no corpo de um ser humano, levando amostras de pedras para estudar no espaço, os astronautas fizeram testes de resistência em ambiente de gravidade zero. A missão também foi a primeira a levar um equipamento de soldagem espacial onde foram feitos vários reparos no lado de fora da Salyut.